# 吉佩勒
吉佩勒（法語：Guipel，法語發音：[ɡipɛl]）是法国伊勒-维莱讷省的一个市镇，位于该省中北部，属于雷恩区。

## 地理
吉佩勒（48°17'54"N, 1°43'17"W）面积25.11 平方千米，位于法国布列塔尼大區伊勒-维莱讷省，该省份为法国西北部沿海省份，位于布列塔尼半岛东部，北濒大西洋，西接阿摩尔滨海省和莫尔比昂省，南至大西洋卢瓦尔省，西南端接曼恩-卢瓦尔省，东临马耶讷省，东北与芒什省接壤。
与吉佩勒接壤的市镇（或旧市镇、城区）包括：丹热、埃代-巴祖日、伊勒河畔蒙特勒伊、伊勒河畔圣梅达尔、维尼奥克。

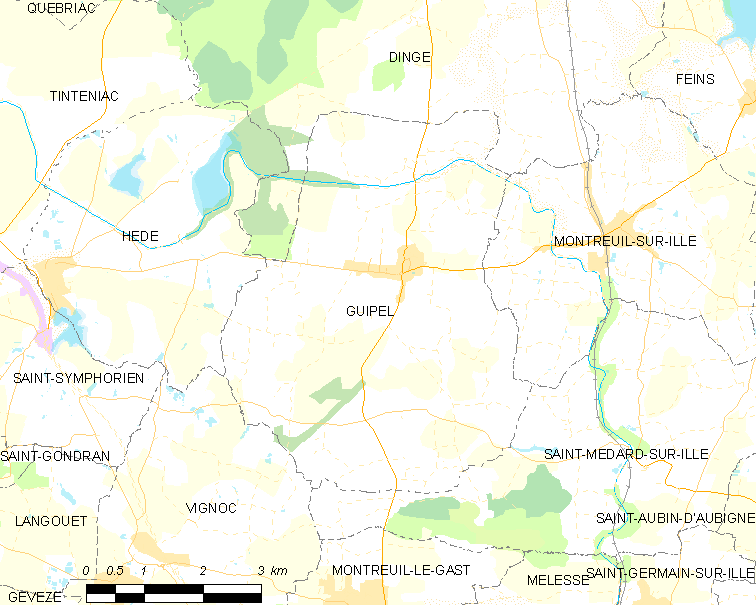
吉佩勒的OSM定位图

吉佩勒的时区为UTC+01:00、UTC+02:00（夏令时）。

## 行政
吉佩勒的邮政编码为35440，INSEE市镇编码为35128。

## 政治
吉佩勒所属的省级选区为默莱斯县。

## 人口

1962-2008年间吉佩勒人口变化图示

吉佩勒于2022年1月1日时的人口数量为1735人。